# Stephan Bürgi
Stephan Bürgi (* 5. November 1966 in Aarau) ist ein Schweizer Schauspieler.

## Karriere
Stephan Bürgi (*geboren in der Schweiz) ist ein Schauspieler, Regisseur und Dozent, der sowohl auf deutschen als auch auf schweizerischen Bühnen und in Fernsehproduktionen tätig ist.
Frühes Leben und Ausbildung
Aufgewachsen im Landgasthof „Rebstock“ in Frick, begann Bürgi seine berufliche Laufbahn erst mit einer Ausbildung zum Radio- und Fernsehelektriker. Er arbeitete anschließend als Verkäufer für Unterhaltungselektronik und war Hotel Night Manager in Zürich. Während seiner Zeit in der Schweiz diente er auch als Feldweibel in der Schweizer Armee. Zudem war er Tourneetechniker. Noch zu DDR-Zeiten bewarb er sich an der Ostberliner Hochschule für Schauspielkunst „Ernst Busch“ in Berlin und zog direkt nach dem Mauerfall nach Ostberlin. 
Künstlerische Laufbahn
Bürgi begann seine künstlerische Karriere an der renommierten Hochschule für Schauspielkunst „Ernst Busch“ in Berlin. Zusätzlich absolvierte er ein Weiterbildung in Mailand, wo er sich auf Commedia dell’Arte spezialisierte. Sein Schauspieldebüt gab er am Hans-Otto-Theater in Potsdam in Shakespeares „Was ihr wollt“. Es folgten Festengagements am Theater Altenburg/Gera sowie Gastrollen an verschiedenen Theatern, darunter das Schauspiel Essen, das Kleist Theater Frankfurt/O. und das Hechtplatztheater Zürich. 
Bühnenrollen
Zu seinen bekannten Bühnenrollen zählen die Titelfigur in Peter Shaffers „Amadeus“ an den Berliner Kammerspielen, Biff in Arthur Millers „Tod eines Handlungsreisenden“ an der Komödie Dresden, Mortimer in „Arsen & Spitzenhäubchen“ in Winterthur sowie Arlecchino am Teatro Olympico Vincenza. Außerdem spielte er Möbius in „Die Physiker“ und Graf Capulet in „Romeo und Julia“. Am Theater Wechselbad Dresden verkörperte er Norman in „Ladies Night“ und den Faust in „Faust – Die Rockoper“. Zudem stand er am Kleinen Theater Berlin als Udo in seinem eigenen Schlagerprogramm „Udo & Jürgen – Ein Sehnsuchtsabend“ auf der Bühne. 
Tourneetheater und Musical
Das Tourneepublikum kennt Bürgi durch Produktionen wie „Die Physiker“, „Das Fußballwunder von Bern“, „Bei Anruf Mord“, „Mann über Bord“ und „Der Name der Rose“. Seit 2015 ist er auch im Musical-Bereich aktiv, unter anderem am Stage Theater Hamburg in „Das Wunder von Bern“ sowie in der Europapremiere von „Die fabelhafte Welt der Amélie“ in München. Er trat zudem im Musical „Sterntaler“ bei den Grimmfestspielen Hanau auf, das für den Musical-Preis 2024 nominiert wurde.
Inszenierungen und pädagogische Arbeit
Neben seiner Schauspielerei inszeniert Bürgi auch Theaterstücke, darunter Schillers „Wilhelm Tell“ mit 150 Beteiligten sowie „Romeo muss leben“ und „Krankheit der Jugend“, die zum Theatertreffen der Jugend nach Berlin eingeladen wurden. Mit „Faust to go“ hat er eine moderne Schulfassung des Goethe-Klassikers für den Unterricht entwickelt. Als Dozent gibt er sein Wissen und seine Erfahrung an verschiedenen Schauspielschulen weiter. 
Mitbegründer und Geschäftsführer
Bürgi war Mitbegründer und Geschäftsführer der ersten selbstverwalteten Schauspieleragentur „ten4you“. 
Fernseh- und Filmauftritte
Stephan Bürgi wirkte bislang in über 75 Film- und Fernsehproduktionen sowie Werbefilmen mit.

## Filmografie (Auswahl)
(Quelle: )
- 2002: Verbotene Liebe (Fernsehserie)
- 2002: Kein Mann für eine Nummer (Fernsehfilm)
- 2002–2003: Lüthi & Blanc (Fernsehserie)
- 2003: Die Cleveren (Fernsehserie)
- 2003–2004: Für alle Fälle Stefanie (Fernsehserie)
- 2004: Der letzte Zeuge (Fernsehserie)
- 2005: Zurück in die Stadt von Morgen (Kurzfilm)
- 2005: Verliebt in Berlin (Fernsehserie)
- 2006: Grounding – Die letzten Tage der Swissair (Kinofilm)
- 2006–2007: Schloss Einstein (Fernsehserie)
- 2008: Das Mysterium von Angkor (Dokufiction)
- 2008: Unser Charly (Fernsehserie, Episodenrolle)
- 2009: Duell am Nordpol - The North Pole Conspiracy (Dokufiction)
- 2010: Die Flucht (Fernsehfilm)
- 2010: Eine wie keine (Fernsehserie)
- 2010: Die Fallers (Fernsehserie)
- 2010: Die Käserei in Goldingen (Fernsehfilm)
- 2011: Chiralia (Kurzspielfilm)
- 2012: Drama am Gauligletscher (Dokufiction)
- 2012: Notruf Hafenkante (Fernsehserie, Episodenrolle)
- 2012: Mörderische Jagd (Fernsehfilm)
- 2012: Finnland Helsinki (Kurzfilm)
- 2013: Chiralia (Kurzfilm)
- 2013: Wer liebt, lässt los (Fernsehfilm)
- 2013: Der Bestatter (Fernsehserie, Episodenrolle)
- 2014: Ziellos (Fernsehfilm)
- 2014: Das Sommerhaus (Kinofilm, Hauptrolle)
- 2016: Binny und der Geist (Fernsehserie, Episodenrolle)
- 2016–2018: Familie Dr. Kleist (Fernsehserie)
- 2017: Großstadtrevier (Fernsehserie, Episodenrolle)
- 2018: Inga Lindström – Lilith und die Sache mit den Männern (Fernsehfilm)
- 2018: Der Zürich-Krimi – Borchert und die Macht der Gewohnheit (Fernsehfilm)
- 2018: Alles was zählt (Fernsehserie, Episodenrolle)
- 2018: Einfach Maria  (Web-Serie)
- 2018: Nr. 47  (Web-Serie)
- 2021: Was ich eigentlich sagen wollte - Strippenzieher (Fernsehserie, Episodenrolle)
- 2022: Lamia (Fernsehserie, Episodenrolle)
- 2023: Abgefahren (Teaser)
- 2023: SOKO Wismar - Ein Kleid für Helene (Fernsehserie, Episodenrolle)
- 2024: Die Affäre Cum-Ex (Fernsehserie, Episodenrolle)
- 2024: Inga Lindström - Die Liebe des Puppenspielers  (Fernsehfilm)

## Theater (Auswahl)
(Quelle: )
- 2024: Sterntaler - Grimm Festspiele Hanau    Regie: Jan Rademacher
- 2024: Romeo & Julia - Grimm Festspiele Hanau    Regie: Frank Lorenz Engel
- 2023: Der Geizige - Klassik am Meer   Regie: Jürgen Kern
- 2021: Mein Kampf - Klassik am Meer   Regie: Philip Tiedemann
- 2020: HD Soldat Läppl - Theater Fauteuil, Basel     Regie: Martin Schnurr
- 2020: Die Physiker - Konzertdirektion Landgraf    Regie: Herbert Olschock
- 2019: Die fabelhafte Welt der Amélie - Stage Werk 7 München   Regie: Christoph Drehwitz
- 2018: Die Physiker - Klassik am Meer   Regie: Jürgen Kern
- 2015: Das Wunder von Bern - Stage Theater an der Elbe   Regie: Gil Mehmert
- 2014: Mann über Bord - Konzertdirektion Landgraf   Regie: Matthias Freihoff
- 2010: Pippi Langstrumpf - Zürcher Märchenbühne   Regie: Erich Vock
- 2009: Fussballwunder von Bern - Konzertdirektion Landgraf   Regie: Dirk Schröter
- 2008: Bei Anruf Mord - Komödie Braunschweig    Regie: Peter M. Preissler
- 2006: Why not - Kammerspiele Seeb   Regie: Urs Blaser
- 2005: Udo & Jürgen - Ein Sehnsuchtsabend - Regie: Oliver Trautwein / Stephan Bürgi
- 2005: Faust- die Rockoper - Wechselbad Dresden   Regie: Ulrich Schwarz
- 2004: Arsen und Spitzenhäubchen - Bernhard Theater Zürich  Regie: Bruno Kaspar
- 2004: Das Mörderkarusell - Kriminal Theater Berlin  Regie: Matti Wien
- 2003: Der Name der Rose - Theater des Ostens   Regie: Vera Oelschlegel
- 2002: Ladies Night - Wechselbad Dresden   Regie: Renat Safiullin
- 2001: Der junge Luther - Theaterspektakel Wittenberg   Regie: Fernano Scarpa
- 2001: Hokuspokus - Komödie Dresden   Regie: Horst Schönemann
- 2000: Sonny Boys - Komödie Dresden   Regie: Horst Schönemann
- 1999: Charleys Tante - Komödie Dresden   Regie: Frank Siebenschuh
- 1999: Tod eines Handlungsreisenden - Komödie Dresden   Regie: Holger Böhme
- 1998: Amadeus - Berliner Kammerspiele   Regie: Josef E. Köpplinger
- 1998: Krach in Chiozza - Berliner Männerensemble   Regie: Jan Oberndorf
- 1997: Trommeln in der Nacht - Kleist Theater Frankfurt/Oder   Regie: Birte Restemayer
- 1997: King Lear - Theater Altenburg/Gera Regie: Michael Grosse
- 1997: Geschichten aus dem Wienerwald - Theater Altenburg/Gera Regie: Frank Mathus
- 1996: Hase Hase - Theater Altenburg/Gera Regie: Christine Harbort
- 1996: Ivanov - Theater Altenburg/Gera Regie: Michael Jurgons
- 1996: The Rocky Horror Show Theater Altenburg/Gera Regie: Marten Sand
- 1995: Zwerg Nase - Landestheater Altenburg   Regie: Rolf Losansky
- 1995: Grease  Landestheater Altenburg   Regie: Georg Mittendrein
- 1994: Mephisto - Landestheater Altenburg   Regie: Lothar Bellag
- 1994: Was ihr wollt - Hans Otto Theater Potsdam  Regie:  Gert Jurgons
- 1994: Cornet - Katakomben Berlin   Regie: Heiko Senst
- 1993: Spettacolo di Commedia - Teatro Olympico Vincenza  Regie: Ferrucio Soleri
- 1993: Titus Andronicus - Hebbel Theater Berlin  Regie: Angelika Waller